# Nina Kreutzmann Jørgensen
Nina Kreutzmann Jørgensen, nota semplicemente come Nina (Nuuk, 17 luglio 1977), è una cantante e insegnante groenlandese, membro dei Qulleq.

## Biografia
Nata a Nuuk, capitale della Groenlandia, nel 1977 iniziò a cantare in giovane età, sempre in groenlandese, raggiungendo in poco tempo una discreta fama a livello nazionale.
Nel 2019 ha preso parte al Dansk Melodi Grand Prix 2019 con Julie Berthelsen e la loro League of Light, seconda canzone a contenere il groenlandese nella storia della manifestazione musicale. Il duo si è piazzato al secondo posto.

## Vita privata
È sposata con il cantante e chitarrista connazionale Malik Hegelund Olsen dal 2012. La coppia ha avuto due figli: Ivi Luna (2005) e Vittu (2007).

## Discografia

### Album
- 2011 - Naggataasumik

### Singoli
- 2019 - League of Light (con Julie Berthelsen)